# ジェイムズ・ホジソン

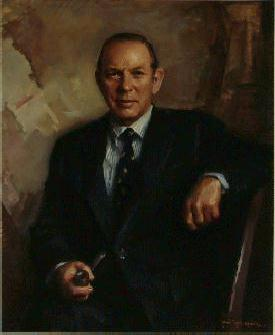
労働省に展示されているジェームズ・ホジソンの肖像画

ジェイムズ・デイ・ホジソン（James Day Hodgson, 1915年12月3日 - 2012年11月28日）は、アメリカ合衆国の政治家、外交官。第一次ニクソン政権の労働長官（1970-73年）および駐日アメリカ合衆国大使（1974-77年）を務めた。

## 生涯

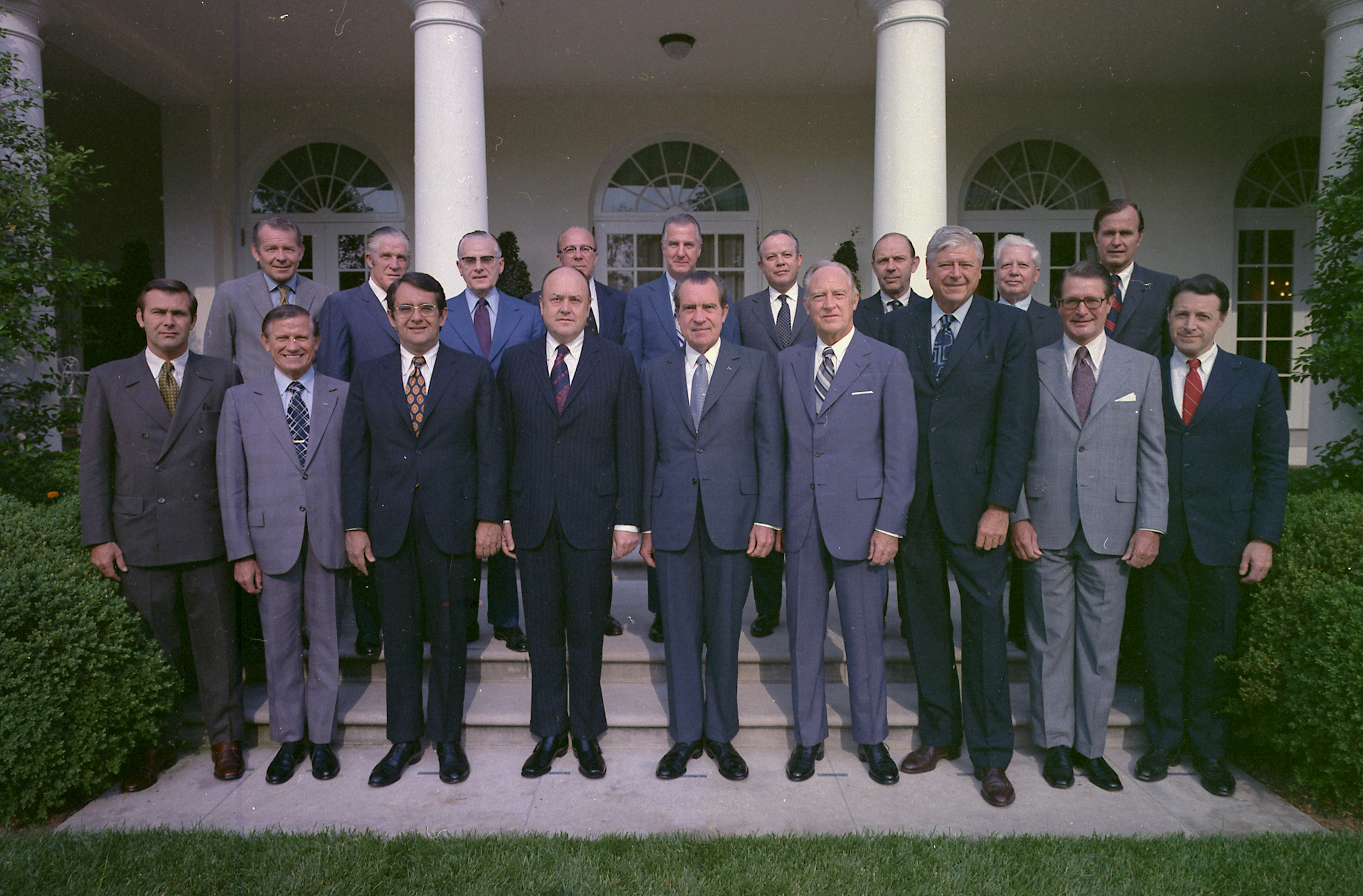
集合写真に写っているホジソン。後列右から3人目

ミネソタ州ラクキパール郡ドーソン市生まれ。ミネソタ大学を卒業後、1941年ロッキード社に入社、第二次世界大戦中のアメリカ海軍勤務の時期を除いて社内で一貫して労務畑を歩み、1968年には労使関係担当者として最高位の副社長に就任する。
その才能を見込まれ、1969年にはニクソン政権の労働次官に就任、1970年にはジョージ・シュルツの後任として労働長官に就任する。また政権への参画の際、学生時代から親しかったヒューバート・ハンフリーとの関係で所属していた民主党より共和党へその党籍を移している。
第二次ニクソン政権では閣外に去り、1973年2月にはロッキード社副社長に復帰する。その後、ウォーターゲート事件の露呈によってニクソン政権への協力を拒否する財界人が目立つ中、後任が決まっていなかった駐日大使ポストへの就任を許諾、1974年7月15日から駐日アメリカ合衆国大使を務める。
1970年代初頭より続いた日米貿易摩擦が一時的に沈静化した「日米無風時代」の駐日大使として、アメリカ大統領の初訪日となる1974年11月のフォード訪日、1975年9月の昭和天皇の初訪米といった日米関係の深化に努力し、1977年2月5日に帰任した。
駐日アメリカ大使の任期中に自らの出身企業が関与するロッキード事件が起こった。2010年2月12日付の朝日新聞は、1976年2月当時に自由民主党の幹事長であった中曽根康弘からアメリカ政府に対し「この問題をもみ消すことを希望する」という要請があったことを報告したホジソンの国務省宛ての公電が見つかったと報じた。
ロッキード事件発覚の翌1977年にP3-Cは導入され2016年までにアメリカに次ぐ約100機、約1兆円の良いビジネスとなった。
ホッジスのアメリカ政府あての極秘報告書より。
（ロッキード事件発覚5日後の2月9日、
「疑惑の政府高官名や、証拠を探る情報戦の舞台は今ワシントンに移っている。ワシントンでこれ以上情報が漏洩しなければ、この問題をすぐに沈静化させることは可能だ。このままうまくいけば、ダメージは日本側の閣僚ら数人の辞任だけで済むだろう。」
この電報の9日後の2月18日、日本で第一回検察首脳会議が行われアメリカ側に資料の提供を求めていく方針が決まった2日後の2月20日、
「ロッキード事件によって、これまで進めてきたP3-Cの導入が全て台無しになってしまう。深刻な事態だ。今の時点で取り得る最善の方針は、P3-Cに関して極力目立たないようにしていくことだ。」同日、三木首相とは別ルートで
「アメリカ政府には、この事件に関して慎重に考えることを望みたい。我々の考えでは名前が公表されれば日本の政界は大騒動になり、我々はその状況を制御できなくなるだろう。最善の方法はアメリカ政府が疑惑の政府高官名が入った資料の引き渡しを、可能な限り遅らせることだ。」と要請があった。2か月後三木に渡された資料にはトライスターしかなく、P3-Cに関するものはなかった。その後の報告で
「ロッキード社が日本政府高官に賄賂を渡したという幹部の告白は、日米双方に試練となった。もし三木首相の求めに応じ資料を全て提供していれば、政治的な同盟さえも失っていたかもしれない。」）

帰国後の1977年から、ウラン鉱山会社パスファインダーマインズコーポレーションの会長を務めた。
2012年11月28日、カリフォルニア州マリブの自宅で死去。96歳没。

## 著書
- American Senryu: Verses by a former ambassador, (Japan Times, 1992).
- Doing Business with the New Japan,(2000,Yoshihiro Sano, John L Graham共著).